# هاجیمه سوگی‌یاما
سوگی‌یاما هاجیمه (به ژاپنی: 杉山 元, Sugiyama Hajime)؛ ۱ ژانویه ۱۸۸۰ – ۱۲ سپتامبر ۱۹۴۵) سیاستمدار رئیس ستاد ارتش در سال ۱۹۴۰، اهل ژاپن بود.
همچنین برندهٔ جوایزی همچون نشان بادبادک طلایی و نشان خورشید فروزان شده است.